# Сухотеріна Любов Іванівна
Любов Іванівна Сухотеріна (нар. 10 липня 1953, Одеса) — історик,  доктор історичних наук, професор, дослідниця історії становлення і розвитку технічних наук в Україні у 1920-1930-тих роках.

## Життєпис
Л. І. Сухотеріна народилася 10 липня 1953 року в  Одесі.
Середню  освіту здобула  в одеській загальноосвітній середній школі № 43.
В 1971–1977 роках навчалася на історичному факультеті Одеського державного університету ім.І. І. Мечникова. Під керівництвом відомого історика і політолога  С. Й. Аппатова захистила дипломну роботу «Критика буржуазних концепцій проблеми другого фронту у роки другої світової війни». Отримала кваліфікацію викладача історії і суспільствознавства.
В 1977–1984 роках працювала викладачем кафедри історії КПРС, політекономії і наукового комунізму Одеського медичного інституту
ім. М. І. Пирогова.
Протягом 1981–1982 років навчалася у цільовій аспірантурі при кафедрі історії КПРС Одеського державного університету
ім. І. І. Мечникова. Науковим керівником був доктор історичних наук, професор Терещенко Г. І.
У січні 1984 року захистила дисертацію «Діяльність КПРС по підготовці кваліфікованих робітничих кадрів. 1969–1975 рр.(На матеріалах середніх профтехучилищ України)» і здобула науковий ступінь кандидата історичних наук. Офіційними опонентами були доктор історичних наук, професор С. М. Клапчук та кандидат історичних наук, доцент В. В. Козлєнко. В 1989 році присвоєно вчене звання доцента.
В 1997–1999 роках навчалася в докторантурі при кафедрі історії та етнографії України Одеського політехнічного університету.
В 2005 році захистила дисертацію «Становлення і розвиток технічної науки в Україні у 20-30-ті роки ХХ ст. в загально історичному контексті» в спеціалізованій вченій раді в Центрі досліджень науково-технічного потенціалу та історії науки імены Г. М. Доброва Національної Академії наук України і здобула науковий ступінь доктора історичних наук. Науковим консультантом був доктор фізико-математичних наук Храмов Ю. О., офіційними опонентами — доктор історичних наук, професор Бесов Л. М., доктор технічних наук, професор Гріффен Л. О., доктор технічних наук, академік НАН України Кислий П. С.
В 2008 році присвоєно вчене звання професора.
У листопаді 2007 року обрана академіком Академії наук вищої школи України.
З вересня 1984 року працює в Одеському політехнічному інституті — Одеському національному політехнічному університеті — Національному університеті "Одеська політехніка". Пройшла шлях від старшого викладача до завідувача кафедри політології. З 2022 року - професор кафедри філософії, історії і політології.

## Наукова діяльність
До кола наукових інтересів належать питання історії науки і техніки в Україні, проблеми становлення наукових шкіл.
В дисертаційній роботі «Становлення і розвиток технічної науки в Україні у 20-30-ті роки ХХ ст. в загально історичному контексті»  вперше здійснила спробу цілісного дослідження історії становлення і розвитку технічних наук в Україні у 1920-1930-тих роках на основі численних архівних матеріалів та опублікованих документів. Вперше було визначено ступінь наукової розробки проблеми історії становлення та розвитку технічних наук в Україні у 20-30-их роках минулого століття. Проаналізовані соціально-економічні умови в яких формувалася українська технічна наука, дана оцінка державній політиці в 1920-1930-их роках щодо створення відповідних умов для творчої праці українських вчених — представників технічних наук. Простежено процес формування низки наукових шкіл в галузі технічних наук (К. К. Симінського та С. В. Серенсена, О. М. Динника, Є. О. Патона, Г. Ф. Проскури,                 М. М. Федорова, Л. В. Шубнікова).
Є автором понад 90 опублікованих робіт, серед яких монографія «Внесок вчених в розвиток технічних наук в Україні в 30-х роках ХХ ст.» (1999 р.), навчальний посібник «Основи політології» (2008 р.).
Входить до складу  Спеціалізованої
вченої ради Інституту досліджень  науково-технічного потенціалу та історії науки ім. Г. М. Доброва НАН України.

### Деякі праці
- Праці: Конспект лекцій по курсу «История инженерного дела».- Од.,1992.- 190 с.;
- Корифеї української науки і техніки (ХІХ — початок ХХ ст.): Методичні поради з курсу історії інженерної справи. -Од.,1994.- 31 с.;
- Технічна інтелігенція і влада: взаємовідносини в 20-30-х роках ХХ ст. // Інтелігенція і влада: Матеріали Всеукраїнської наукової конференції. -Од.,1999.  — С. 35-37;
- Українська технічна еліта 30-х років ХХ ст. як носій кращих традицій українського народу,// Українознавство у навчально-виховному процесі вищого закладу освіти: Матеріали ювілейної науково-методичної міжвузівської конференції.- Од.,2000.  — С. 97-104;
- Доля українських вчених -фахівців в галузі ракетної техніки та літакобудування в 30-х роках ХХ ст.// Історія української науки на межі тисячоліть: Зб. Наукових праць.- К.,2000.  —С.207-219;
- Проблеми розвитку технічних наук в Україні в період тоталітаризму. // Архівознавство. Археологія. Джерелознавство: Міжвідомчий науковий збірник. -Вип.4 — К., 2001. — С .82- 90;
- Деякі питання розвитку металургії в Україні в 30-ті роки ХХ ст. на сторінках періодичних видань. // Труды Одесского политехнического университета . — 2001 — Вып. 2(14). — С. 296-299;
- До питання про викладання курсу «Історія інженерної справи» в технічних вузах.// Дослідження з історії техніки: Збірка наукових праць.- К.,2003.   С .3-8;
- Б. Ф. Цомакіон — забуте ім'я в історії радіотехніки в Україні. // Наука та наукознавство.- 2005.- № 1(47).- С. 98-103;
- Технічні науки в Україні у 20-30-ті роки ХХ ст.: основні напрями розвитку, // Людина, культура, техніка в новому тисячолітті: VI міжнародна науково-практична конференція. — Харків, 2005. —  С. 54-55;
- Воин и ученый // Життя  і пам'ять: Наукова збірка, присвячена  пам'яті  В'ячеслава Івановича Шамко/ відп. ред.  В. М. Букач. –  Одеса: Наука і техніка,  2009. — С. 35 — 41.
- З досвіду викладання політології та права в Одеському політехнічному університеті. // Завдання кафедр суспільних наук в умовах реформування гуманітарної освіти в Україні: Збірка матеріалів Всеукраїнської науково — практичної конференції.- Од., 2010. —  С.68-70.

## Посилення
- Електронний каталог: Сухотеріна  Любов Іванівна